# 若水小石蟹
若水小石蟹（学名：Tenuilapotamon joshuiense）为溪蟹科小石蟹属的动物。在中国大陆，分布于湖南、湖北等地，主要生活于山区溪流石块下。其生存的海拔范围为600至1000米。